# Браун, Алан
Алан Джеймс Браун (англ. Alan James Browne; 15 апреля 1995, Корк, Ирландия) — ирландский футболист, полузащитник клуба «Сандерленд» и сборной Ирландии.

## Клубная карьера
Браун — воспитанник клуба «Корк Сити» из своего родного города. В начале 2014 года не сыграв ни одного матча за родной клуб игрок перешёл в английский «Престон Норт Энд». 25 марта в матче против «Питерборо Юнайтед» он дебютировал в Первой лиге Англии. 12 апреля в поединке против «Карлайл Юнайтед» Алан забил свой первый гол за «Престон Норт Энд». В 2015 году Браун помог клубу выйти в более высокий дивизион. 15 августа в матче против «Милтон-Кинс Донс» он дебютировал в Чемпионшипе.

## Международная карьера
2 июня 2017 года в товарищеском матче против сборной Мексики Браун дебютировал за сборную Ирландии. 10 сентября 2019 года в поединке против сборной Болгарии он забил свой первый гол за национальную команду.